# 독립단체
독립단체(Independent circuit)는 프로레슬링 단체들 중 방송에 흥행을 방영하는 주류 단체들이 아닌, 특정 지역에 뿌리를 박거나 혹은 이동하면서 흥행을 벌이는 단체들을 일컫는 말이다. 영어권에서 "Independent"라는 원래의 수식어를 "Indy"로 줄여 표현하는 경향이 있기 때문에 한국의 프로레슬링 매니아들은 동의어로 인디단체라는 단어를 사용하고 있다. 또한 여러 독립단체에서 뛰는 프로레슬러들을 가리켜 인디 레슬러라고 부르기도 한다.
독립단체들은 TV 방송에 자신들의 흥행을 내보내지 못하기 때문에 대부분 소규모로 운영되며 수입을 대부분 하우스 쇼 입장료에 의존한다. 물론 출연하는 레슬러들도 큰 수입을 얻지 못한다. 이 때문에 몇몇 이름있는 레슬러들은 수많은 단체에 중복 출전하기도 한다. 학생들에게 관중 앞에서 경기하는 기회를 주는 차원에서 프로레슬링 학교들이 독립단체를 운영하는 경우도 있다.
독립단체에 출전하는 레슬러들은 주류 단체의 레슬러들에 비해 인지도가 적을 수밖에 없다. 그러나 독립단체의 흥행에 주류 단체의 스카우트들이 참관하여 가능성이 높은 선수들과 계약을 체결하기도 한다. 또한 인터넷 프로레슬링 팬 커뮤니티의 발전으로 인해 독립단체 선수들에 관한 자료가 전파되면서, 매니아들 사이에서 주류 단체의 선수들보다 오히려 높은 평가를 받는 "인디 스타"들도 등장하고 있다. 몇몇 단체들은 흥행의 영상을 제작하여 온라인을 통해 판매하여 수입을 늘리기도 한다.
독립단체들은 주류 단체들이 선수 보호 차원에서 경기의 내용을 조절하는 데 반해 매우 강렬하고 심지어는 잔인한 경기를 선보인다. 컴뱃 존 레슬링은 이런 단체의 대표격이라고 할 수 있다. 그러나 현재 독립단체들 중 가장 높은 인기를 구가하는 단체는 보다 온건하고 기술적인 경기를 선보이는 링 오브 오너이다.